# Rânes
Rânes è un comune francese di 1 094 abitanti situato nel dipartimento dell'Orne, nella regione della Normandia.

## Società

### Evoluzione demografica
Abitanti censiti